# Сагредо (род)
Сагредо (итал. Sagredo) — знатный патрицианский род Венеции, давший республике одного дожа.

## История
Семья была родом из Греции и переселилась в Венецию из Фессалоник в X веке. Другие источники сообщают, что она была римской и прибыла в Далмацию в колонию Шибеник, и в 480 году водворилась в лагуне.
Она вошла в состав Большого совета, который был закрыт в 1297 году и вскоре снова открыт. Семья Сагредо находилась среди самых влиятельных аристократических семейств Венеции на протяжении всего существования республики, достигнув апогея своего могущества в XVII веке.

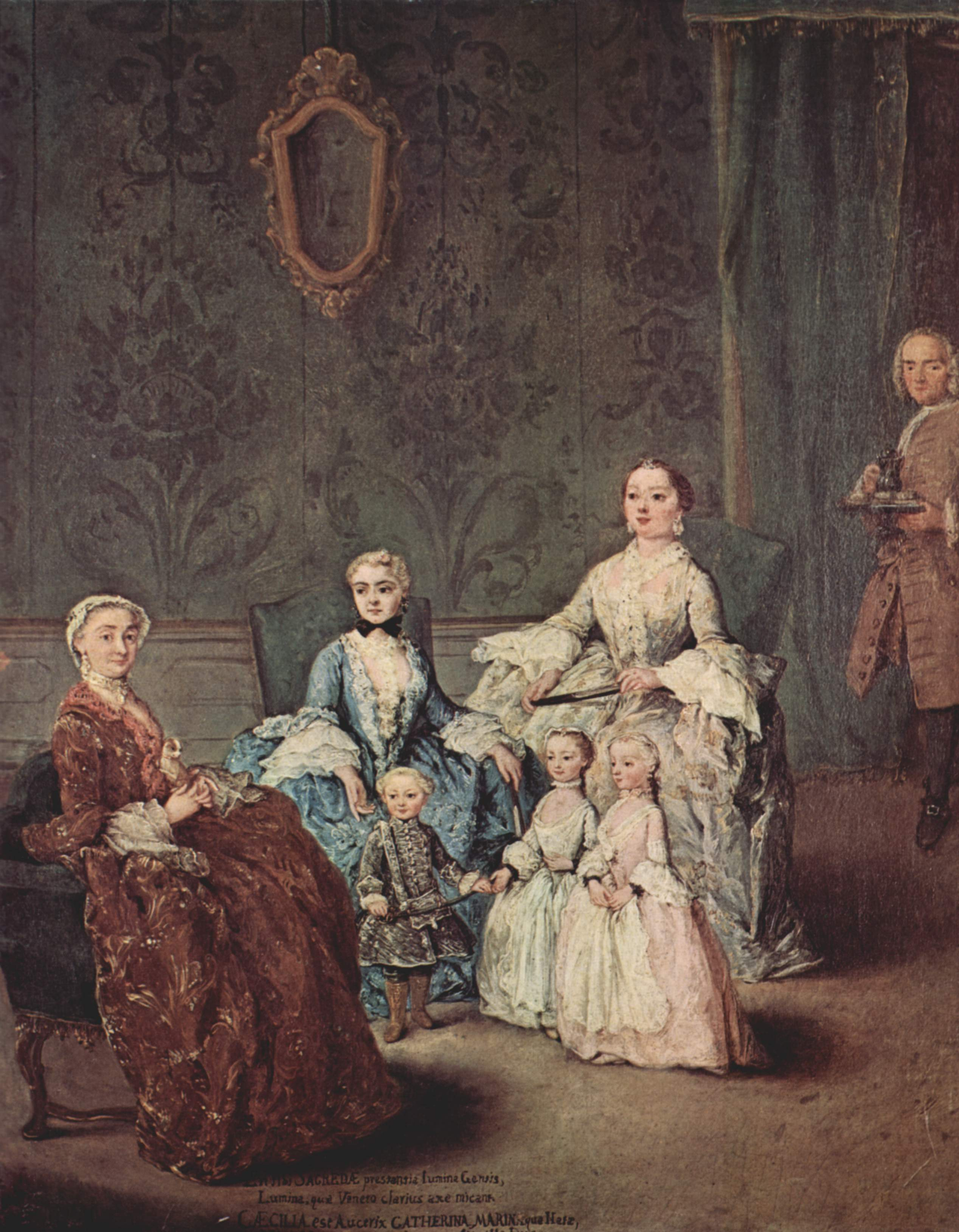
Портрет семьи Сагредо кисти Пьетро Лонги (1752 год)

После падения Венецианской республики, имперское правительство Австрии подтвердило благородный статус ветвей семейства Суверенными Резолюциями от 1 декабря 1817 года, 2 декабря 1819 года и 10 ноября 1820 года. Джованни Джерардо де Франческо Сагредо получил для себя и своих потомков титул графа Австрийской Империи.

## Известные представители

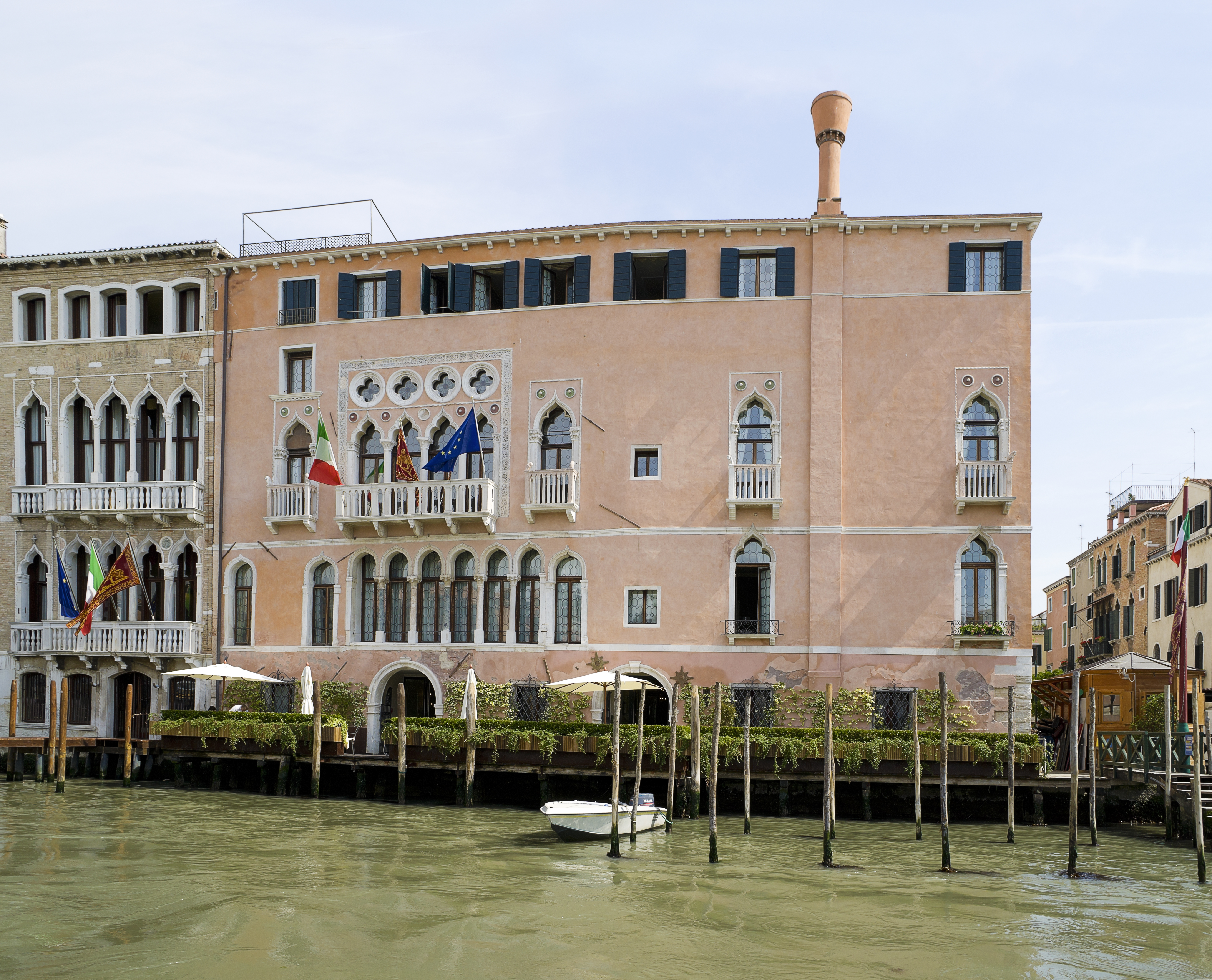
Ка'Сагредо

Семья дала городу дожа, военачальников, политических и религиозных деятелей, среди которых патриарх Венеции и святой.
- Джерардо Сагредо (ок. 977-1046), католический святой, епископ, мученик, просветитель Венгрии.
- Джованни Сагредо, герцог Кандии в 1604 году ;
- Джованни Франческо Сагредо[итал.] (1571 — 5 марта 1620) — математик, ученик и друг Галилея[1].
- Николо Сагредо (1606-1676), 105-й венецианский дож, избранный в 1674 году[2] ;
- Алоизио Сагредо, брат Николо, посол во Франции ;
- Джованни, рыцарь и прокуратор Сан-Марко ;
- Джованни Сагредо, историк[3] ;
- Агостино Сагредо (1798-1871), итальянский политик.

## Дворцы в Венеции
- Ка'Сагредо в Каннареджо
- Палаццо Сагредо в Кастелло
- Палаццо Сагредо в Санта-Кроче